# Грязьова сопка Вернадського

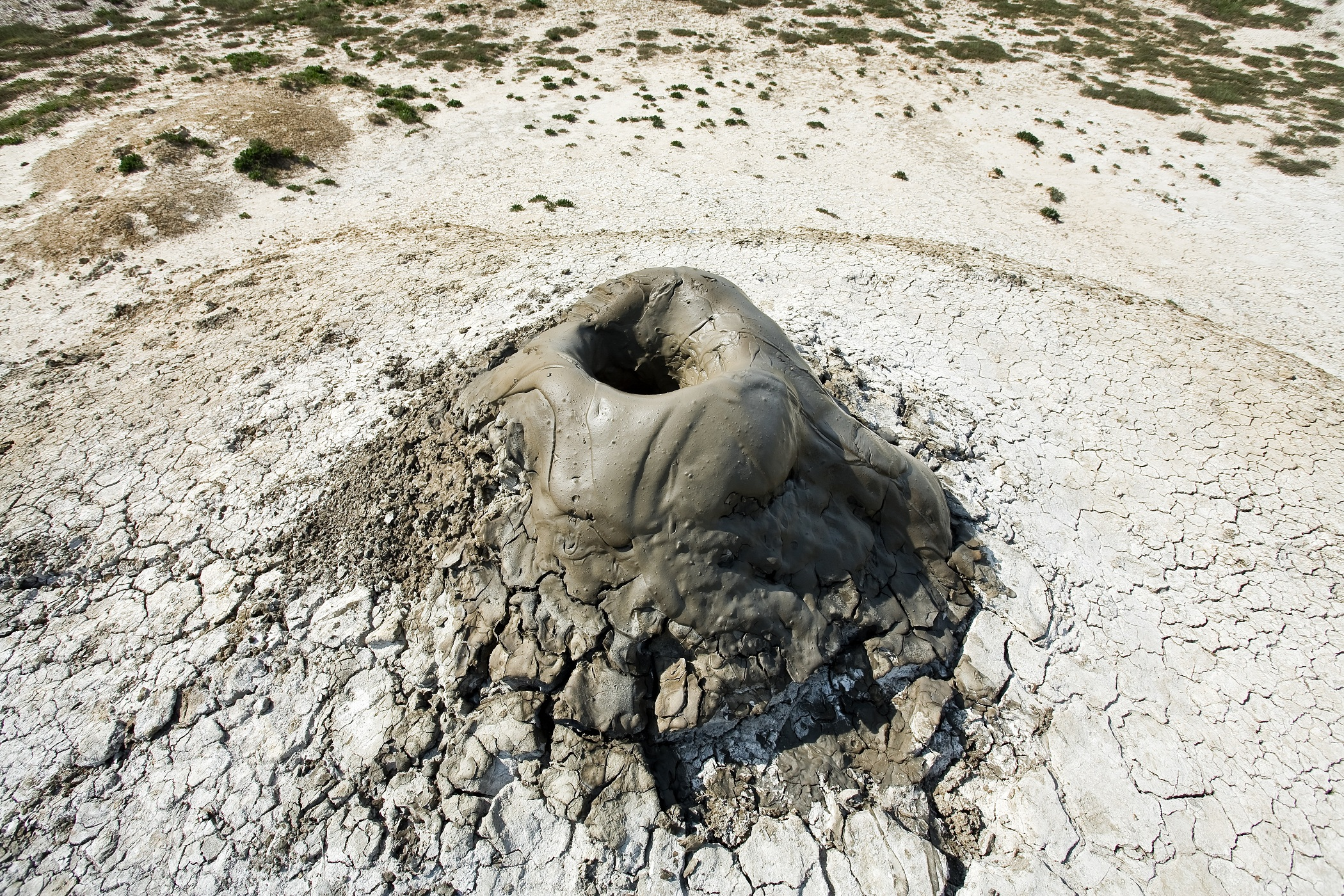
Грязьова сопка Вернадського

Грязьова сопка Вернадського — геологічна пам'ятка природи, розташована на території Ленінського району (Крим).

## Опис
Пам'ятка природи створена Рішенням виконавчого комітету Кримської обласної Ради народних депутатів від 22.09.1969 р. № 634.
Пам'ятка природи створена з метою збереження, відновлення та раціонального використання типових і унікальних природних комплексів. На території пам'ятки природи забороняється або обмежується будь-яка діяльність, якщо вона суперечить цілям її створення або заподіює шкоду природним комплексам і їх компонентам.
Пам'ятка природи розташована на сході Булганацького поля грязьових вулканів, що на північному сході Керченського півострова — на території Войковського сільського поселення за межами населених пунктів — у 4 км на північ від села Бондаренкове.

## Природа
Об'єкт охорони — однойменна грязьова сопка.
Належить до Булганацької групи грязьових вулканів, являє собою овальної форми озеро розміром 2 × 3,5 м, заповнене рідкою глиною, на поверхні якої час від часу з'являються великі бульбашки газу. Рідина іноді випливає з озера, заливає все навколо, а, підсихаючи, тріскається, створюючи дивний місячний пейзаж — цілі поля багатокутників, які називають «сочевицями». Тільки підходити близько до діючого вулкану все ж не варто. Брекчія хоч і не гаряча, проте надзвичайно липка і якась жирнувата. А чистої води, щоб вимитися, поблизу немає.

## Галерея

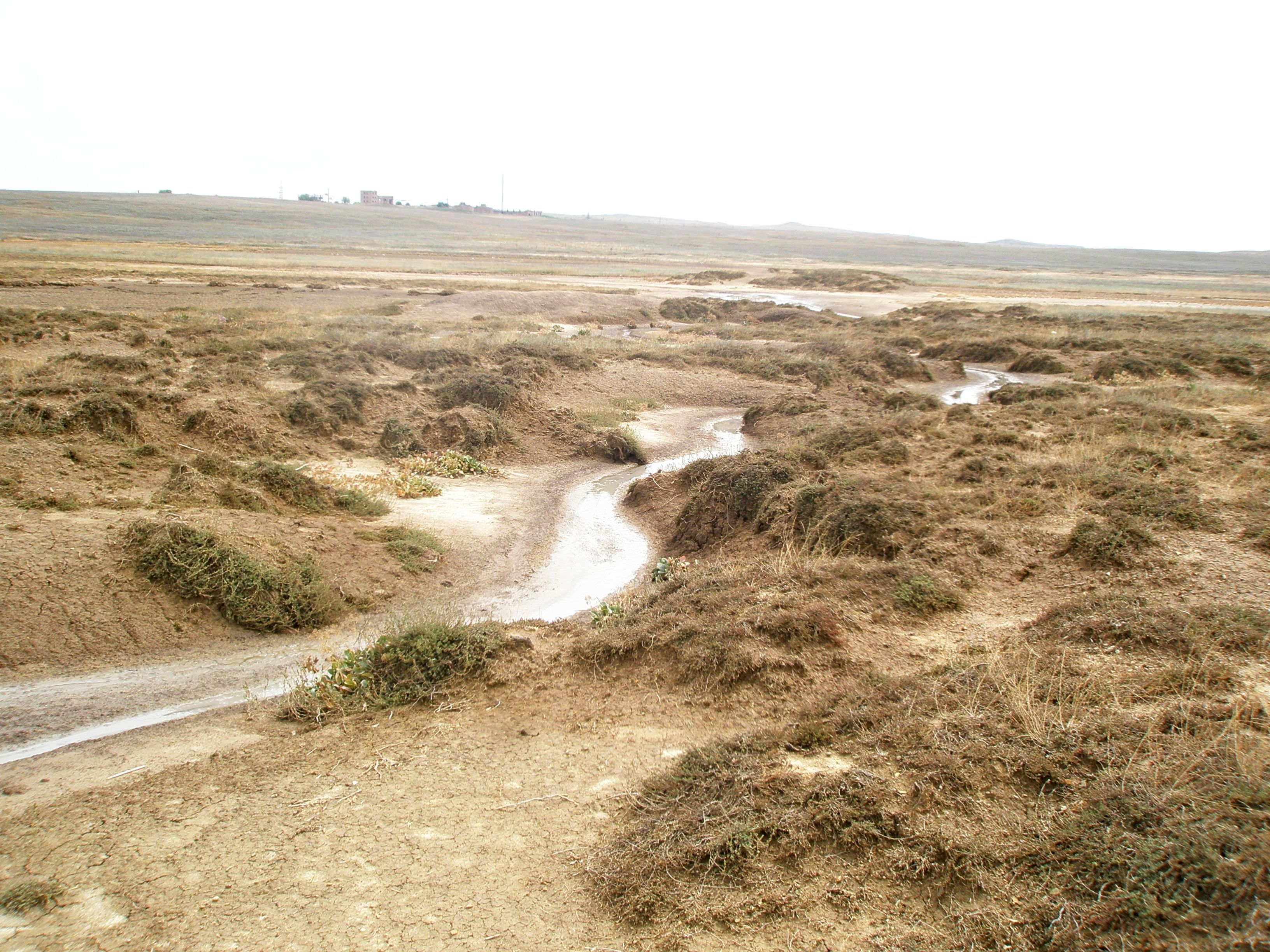
Бондаренково. Грязеві доріжки
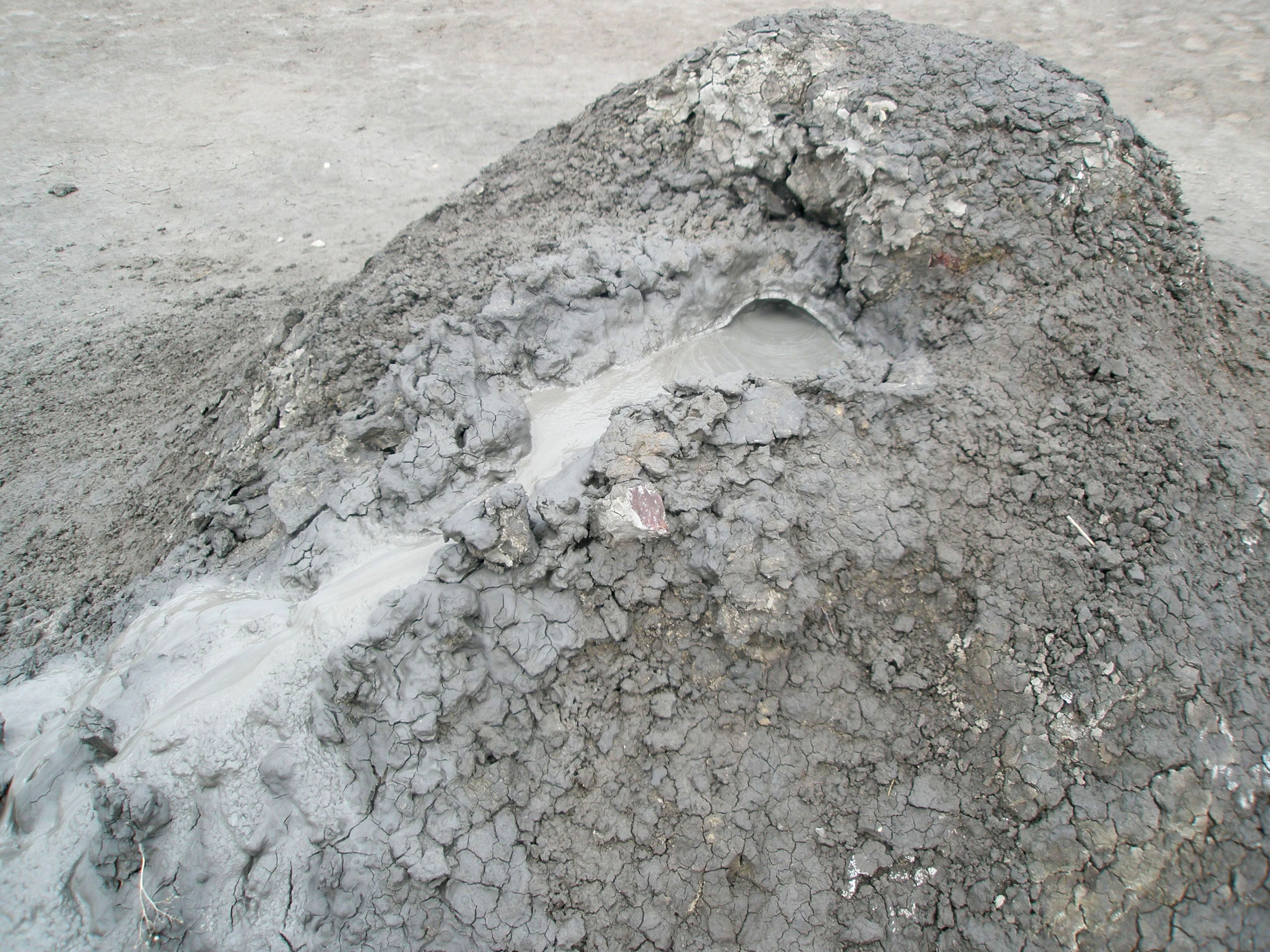
Холодна "магма"
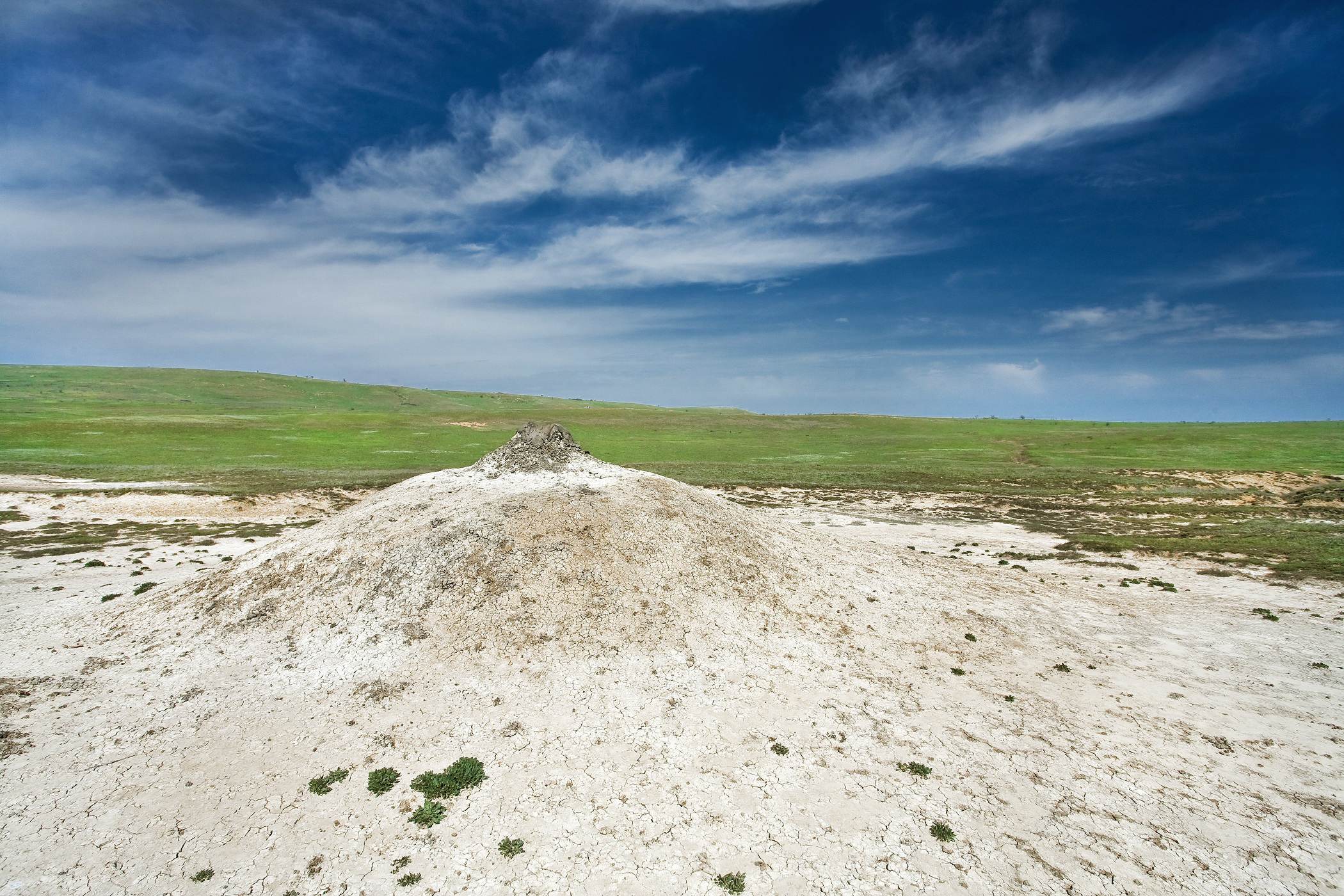
Грязьова сопка Вернадського

## Ресурси Інтернету
- Про объект на сайте информационно-аналитической системы «Особо охраняемые природные территории» [Архівовано 11 травня 2017 у Wayback Machine.]
- Участок на сайте Публичная кадастровая карта [Архівовано 19 липня 2018 у Wayback Machine.]